# Ozurgeti
Ozurgeti (in georgiano ოზურგეთი?) è la principale città della Guria - nell'ovest della Georgia - nonché centro amministrativo della regione e capoluogo dell'omonima municipalità. Precedentemente, Ozurgeti era chiamata Macharadze o Makharadze, nome dato in onore di Filipp Makaradze. La maggior parte della città è situata tra i fiumi Natanebi e Bjuji, non lontano dalle coste del Mar Nero.

## Storia
Nell'Impero russo era inizialmente la residenza del Principe di Guria e poi città nel distretto di Governo di Kutaisi, nel governatorato generale del Caucaso. Durante la guerra di Crimea, il generale Iwane Andronikashvili  il 16 giugno 1854 batté 30 000 soldati dell'esercito ottomano a Ozurgeti, garantendo in tal modo il controllo della Mingrelia alla Russia. Dal 1934 al 1989, la città portò il nome del capo del Partito Comunista di Georgia del 1920 al 1930, Filipp Makharadze. Successivamente, si riprese il suo nome originale. Nel 1995 Ozurgeti divenne il capoluogo della regione amministrativa di Guria e capoluogo della Municipalità di Ozurgeti.

## Popolazione
La popolazione di Ozurgeti, secondo quanto riportato dal sito istituzionale della città, ammonta a 14 785 abitanti; tale dato è relativo all'anno 2014.

## Attrazioni

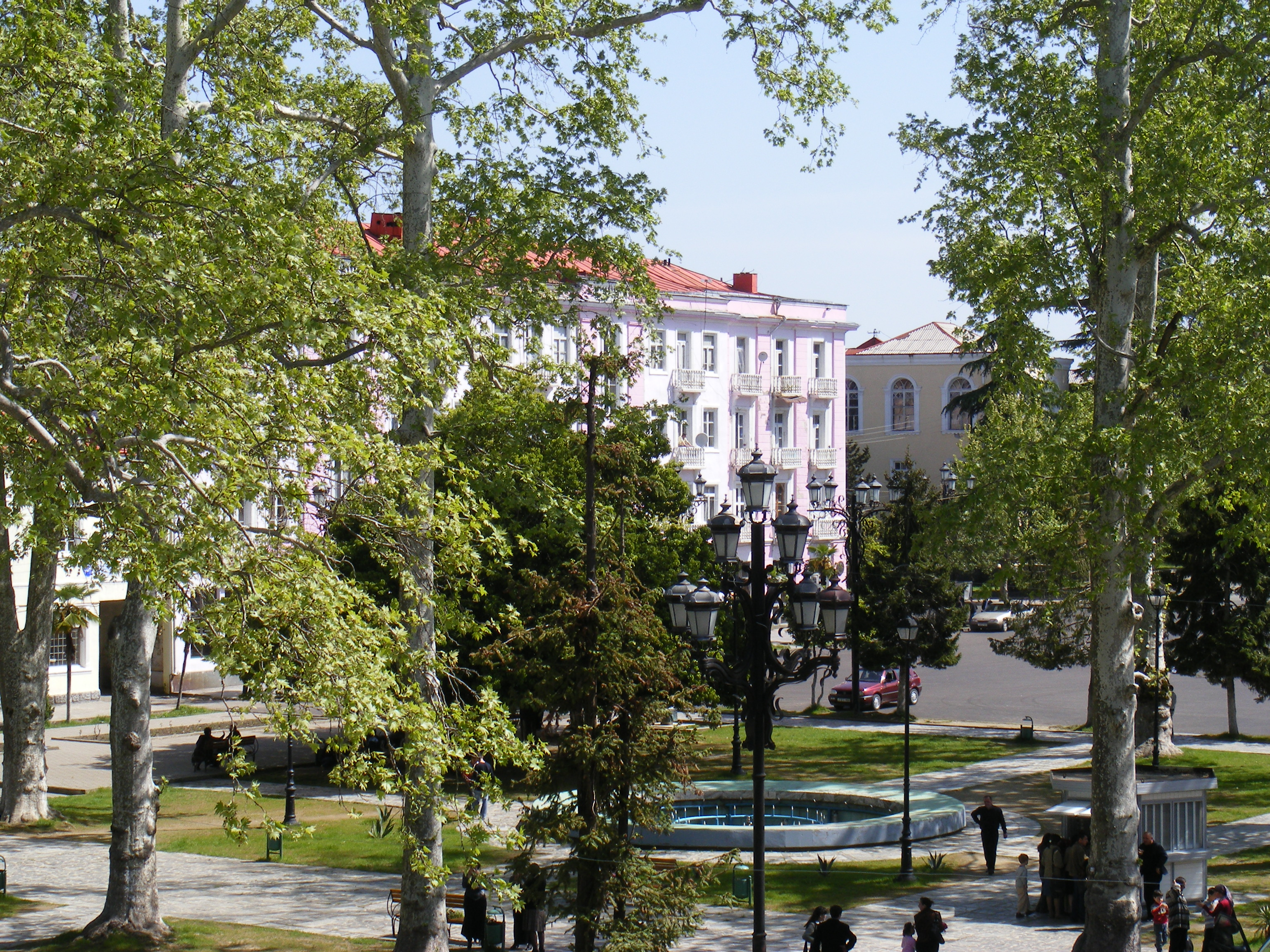
Centro cittadino.

Il centro è formato da una chiesa della Chiesa apostolica autocefala ortodossa georgiana, un teatro e un parco. Sulla piazza di fronte al teatro si trova un busto, che ricorda il dittatore sovietico Stalin. Un museo dedicato alla storia locale.
La chiesa si trova nel centro della città. Ubicata tra il teatro e il parco.

## Economia
La principale fonte di lavoro in città sono il tè la produzione di barattoli e una fabbrica di cemento rinforzato. La città è il capolinea di un traffico giornaliero sulla linea ferroviaria Samtredia a Tbilisi.

## Sport
Ozurgeti ha una squadra di calcio, il Mertskhali Ozurgeti, che milita nella Meore Liga (terza serie) del campionato georgiano di calcio.

## Onori
L'asteroide, 2139 Makharadze scoperto nel 1970 dall'astronoma sovietica Tamara Mikhailovna Smirnova prende il nome dalla città di Makharadze (la città e gemellata con la città di Genichesk) in onore dell'amicizia fra i popoli georgiano e ucraino.